# Acid House Kings
Acid House Kings är ett svenskt indiepopband, bildat 1991 av Joakim Ödlund (även i banden Poprace, Double Dan, och Starlet) och bröderna Niklas (Red Sleeping Beauty) och Johan Angergård (Club 8, The Legends, Poprace). 2002 anslöt sångerskan Julia Lannerheim till bandet.

## Biografi
Initialt fann bandet inspiration av medlemmarnas delade besvikelse över bandet Felts uppbrott samt ett likaledes delat missnöje med Morriseys Kill Uncle-album. Bandet kontrakterades av det tyska skivmärket Marigold, på vilket bandet utgav debut-EP:n Play Pop! 1992, följt av gruppens debutalbum Pop, Look and Listen! samma år. En splitsingel tillsammans med bandet The Bartlebees utgavs också innan året var slut.
Efter ett par års tystnad utkom EP-skivan Monaco G.P. 1994. På skivan hade bandet inspirerats av barndomsidolerna Pet Shop Boys. Försäljningsframgångarna uteblev emellertid och i besvikelse över detta höll bandet en låg profil under de nästkommande åren. Johan och Niklas Angergård arbetade under uppehållet med sina andra band Club 8 respektive Red Sleeping Beauty.
Monaco G.P. blev gruppens sista skiva för Marigold och de kontrakterades istället av Labrador. Gruppens första skivsläpp på det nya bolaget blev 1997 års Yes! You Love Me. Senare samma år utkom gruppens andra studioalbum Advantage Acid House Kings. Kort därefter lämnade Ödlund bandet och i stället tillkom Julia Lannerheim på sång. Lannerheim hade tidigare medverkat med bakgrundssång på Advantage Acid House Kings. 2000 utkom samlingsalbumet The Sound of Summer, utgivet i Filippinerna av Universal Music Group. Skivan innehöll låtar från gruppen tidigare alster samt den tidigare outgivna låten "One Two Three Four". Albumet följdes av singeln We Are the Acid House Kings 2001.
Året efter kom gruppens tredje studioalbum Mondays Are Like Tuesdays and Tuesdays Are Like Wednesdays. Från skivan släpptes singeln Say Yes If You Love Me. Tre års tystnad följde innan gruppen släppte sitt fjärde studioalbum Sing Along with Acid House Kings 2005. Med albumet medföljde en DVD med karaokevänliga versioner av skivans låtar. Albumet följdes av EP-skivan Do What You Wanna Do samma år. 2007 utkom EP-skivan Sing Along with Acid House Kings.
2011 släpptes Acid House Kings femte studioalbum Music Sounds Better with You, vilken följdes av EP-skivan Music Sounds Better Remixed samma år. 2011–2013 utkom flera singlar, bland annat tre remixsinglar. 2013 utgavs samlingsalbumet Dance!.

## Diskografi

### Studioalbum
- Pop, Look and Listen! (1992)
- Advantage Acid House Kings (1997)
- Mondays Are Like Tuesdays and Tuesdays Are Like Wednesdays (2002)
- Sing Along with Acid House Kings (2005)
- Music Sounds Better with You (2011)

### EP
- Play Pop! (1992)
- Monaco G.P. (1994)
- Say Yes If You Love Me (2002)
- Do What You Wanna Do (2005)
- Everyone Sings Along with Acid House Kings (2007)
- Music Sounds Better Remixed (2011)

### Samlingar
- The Sound of Summer (2000)
- Dance! (2013)

### Singlar
- Acid House Kings/The Bartlebees (1992)
- Yes! You Love Me (1997)
- We Are the Acid House Kings (2001)
- 7 Days (200?)
- Are We Lovers or Are We Friends? (200?)
- Would You Say Stop? (200?)
- Heaven Knows I Miss Him Now (2011)
- Acid House Kings/Carnival Park (2011, split med Carnival Park)
- This Heart Is a Stone: Remixes Vol. 1 (2012)
- This Heart Is a Stone: Remixes Vol. 2 (2012)
- This Heart Is a Stone: Remixes Vol. 3 (2012)
- Telephone/I Just Called to Say jag älskar dig (2013, split med Alpaca Sports)